# 최성재 (배우)
최성재(崔聖載, 1979년 12월 21일~)는 대한민국의 배우이다. 분야는 뮤지컬이며 일본에서 활동 하고 있다.